# Castelo Veliki Tabor
O Castelo Veliki Tabor é uma fortaleza medieval construída no século XVI. Está localizada no topo da colina Košnička Hum, a 333 metros acima do nível do mar, no município de Desinić, no condado de Krapina-Zagorje, na Croácia.

## História
As primeiras construções do castelo foram feitas no século XV, por Frederico II de Celje e tem como sucessor o Ivan Vitovec.
No ano de 1502, Ivan Korvin cede Veliki Tabor para Pavao Rattkay da Hungria, devido a serviços militares prestados. No ano de 1503, Pavao Rattkay morre, e seus irmãos Ladislav e Benedikt ampliam o castelo Veliki Tabor. Durante a invasão turca, o castelo incrementou sua defesa e foi fortemente expandido. Em 1593, com a vitória sobre os trucos, a família Rattkay ajustou o forte para se tornar uma residência. Em 1793, após a morte de Josip Ivan Rattkay, último membro da família Rattkay, o castelo é abandonado. O castelo passa a ser de propriedade da Câmara Real, que doa o castelo para o Conde Thuguth, ministro das relações exteriores. Em 1818, com a morte de Thuguth, o castelo volta para a Câmara Real. O castelo passa por diversos proprietários e foi usado como prisão durante a Primeira Guerra Mundial.
Em 1919, o castelo é comprado, através de leilão, pelo pintor Oton Iveković, que viveu no local até o ano de 1938. Por causa do alto custo de manutenção do castelo, Iveković vende a propriedade para a Direção do Governo Civil, que cedeu a propriedade para as freiras da Ordem Terceira de São Francisco., com o reverendo Ivan Vukina sendo o administrador provisório do castelo. Entre os anos de 1938 e 1943, os custos de manutenção ficaram a cargo de Banat, através do reverendo. Em novembro de 1945, as freiras se mudam para um novo local e o castelo passou a ser de propriedade pública, e foi usado para diversos fins.
Na data de 1 de julho de 1955, o castelo foi declarado Patrimônio Cultural, pelo Instituto de Conservação do Povo da República da Croácia, sob processo de nº 1262/1955. Nos primeiros anos de 1960, o Instituto de Conservação fez reparos urgentes na edificação; e no início da década de 1990, o Ministério da Cultura da Croácia ajuda financeiramente nas obras.
No ano de 1993, o Governo da Croácia cede a administração do castelo para a instituição de museus Muzeji Hrvatskog zagorja.

## Fases de construção

### Primeira fase
No início do século XVI, a edificação foi construída em formato de pentágono com três pavimentos, e na fachada foram instaladas janelas tchecas e nas quinas foram decoradas com placas de pedra pintadas de cinza e vermelha. No térreo, situava-se a adega e os dois pavimentos superiores eram destinadas a moradia.

### Segunda fase
Meados do século XVI, no entorno do pentágono, foi construída uma forte parede defensiva com quatro torres semicirculares e na face interna foi instalada uma varanda de madeira. Foi construído mais um pavimento no castelo, para servir de celeiro. Mais tarde, foi construído um anel defensivo externo, com um baluarte pentagonal no lado oeste da edificação.

### Terceira fase
Entre os séculos XVII e XVIII, o celeiro foi convertido em área de convivência e foram instaladas janelas. As placas de pedra das quinas foram removidas e a fachada foi pintada com colunas. A moldura em estilo gótico da porta de entrada foi substituída por moldura de pedra em estilo barroco. A ponte de madeira que dá acesso ao castelo foi substituída por uma ponte de pedra. A varanda de madeira na face interna do muro defensivo foi substituída por varandas com colunas toscanas e decoradas com pinturas de medalhões.

### Quarta fase
Entre os séculos XIX e XX, o alpendre do térreo foi fechado com paredes. Foi construído um reservatório de água no pátio da frente e o pátio dos fundos foi terraplanado. Na parte interna do castelo foram construídas escadas de concreto, novas salas com paredes e instalações sanitárias. Foram instaladas redes elétrica e hidráulica.

## Lenda
A lenda de Veronica e Fridrih, possui várias versões e a lenda foi reforçada com a descoberta de um crâneo feminino durante uma reforma feita no castelo no ano de 1982.
Uma das versões contadas ocorre no século XV, onde uma camponesa da vila de Desinic chamada Veronica Desinićka e o nobre Fridrih, filho do Conde Herman II de Veliki Tabor, se apaixonam. O conde proíbe este relacionamento, mas o casal foge para a cidade de Fridrihštajn, na Eslovênia e se casam. O conde descobre o paradeiro do casal e manda alguns soldados do exército para capturá-los. Fridrih e Veronica tentam escapar, mas ele não consegue e é capturado e levado de volta para o castelo, onde é preso em uma torre por quatro anos. Veronica consegue escapar mais logo é capturada e presa em um local sem janelas, na entrada da vila, até ser julgada. Os juízes não a condenam, pois não viram crime algum. E o conde manda matar Veronica e emparedá-la na parede da torre do castelo.

## Turismo
O castelo está aberto ao público, com entrada paga. Em seu acervo há móveis, utensílios domésticos, armaduras, canhões e diversas armas. Também há exposições arqueológicas, paleontológicas e geológicas.
No castelo ocorre anualmente o Tabor Film Festival, que é um festival de cinema internacional de curta metragem.

## Galeria de fotos

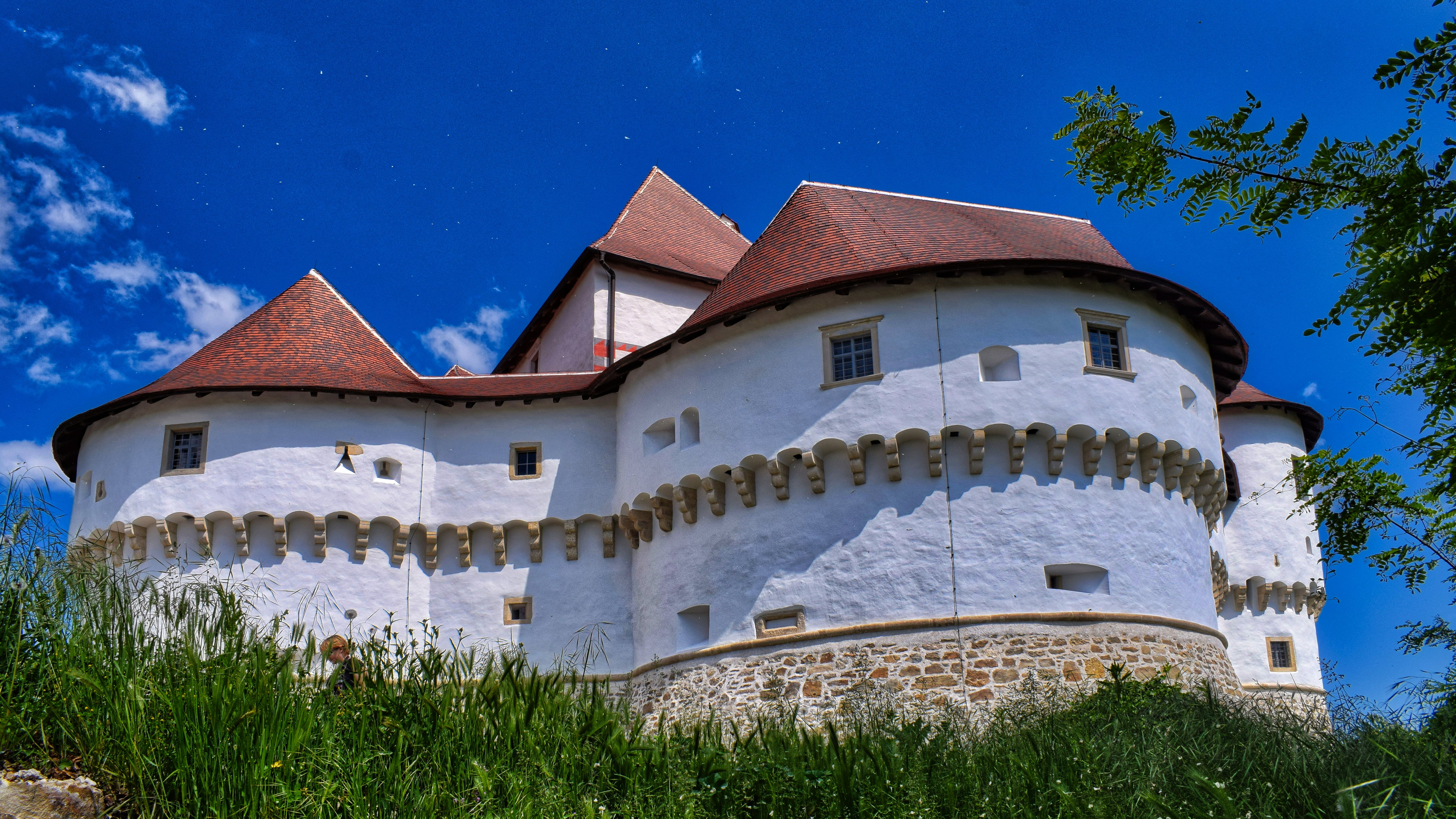
Fachada
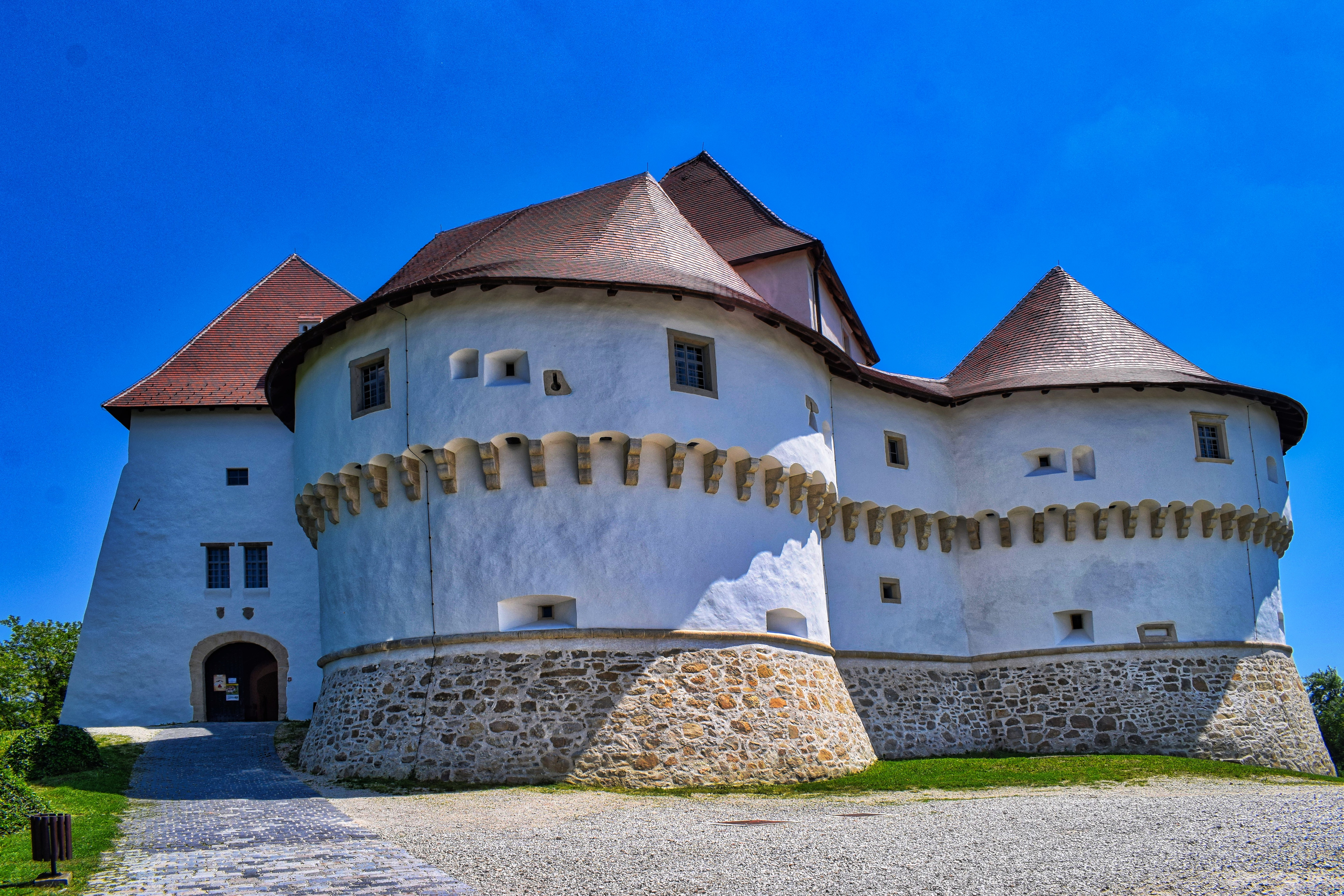
Fachada e entrada
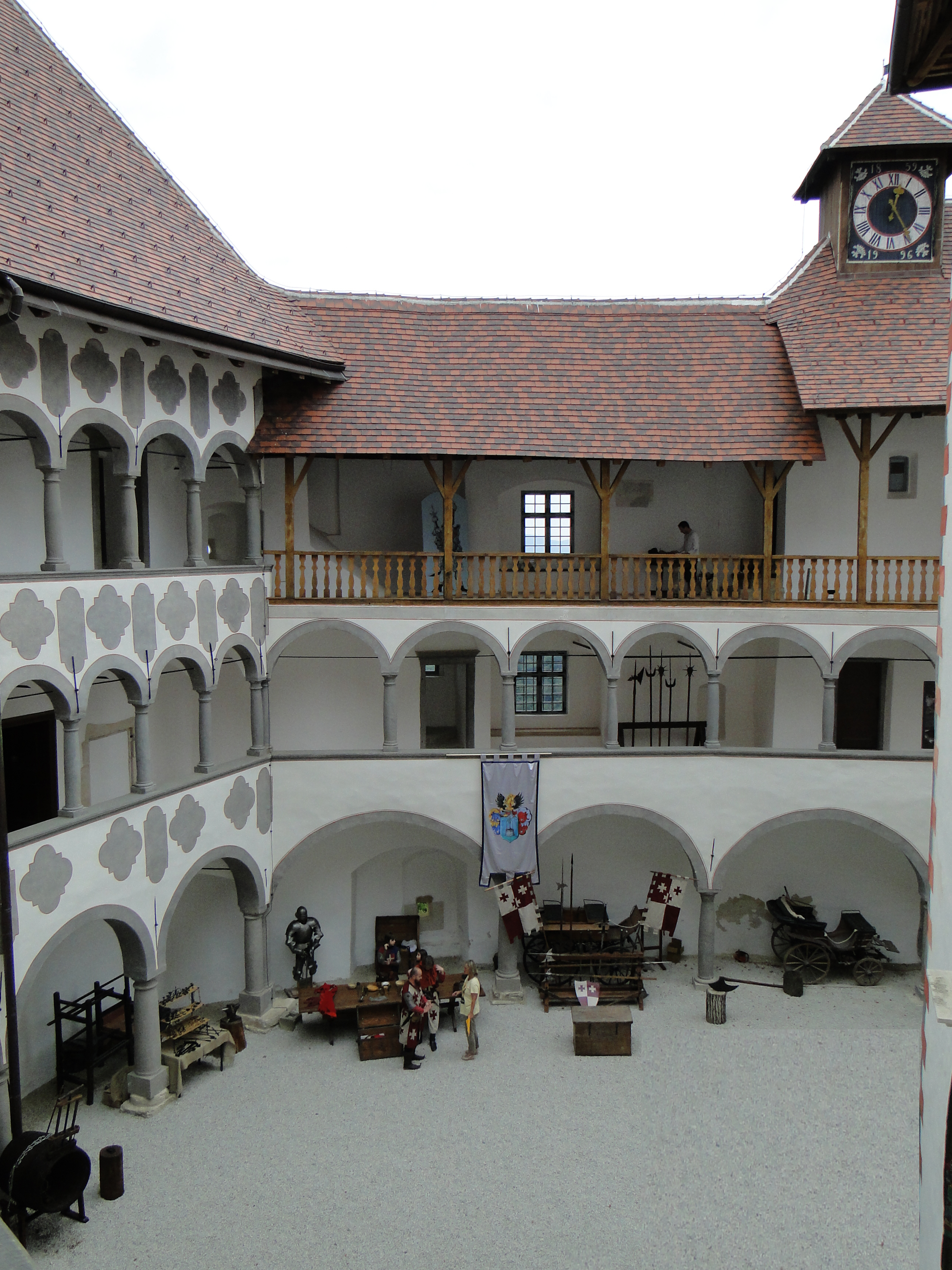
Pátio interno
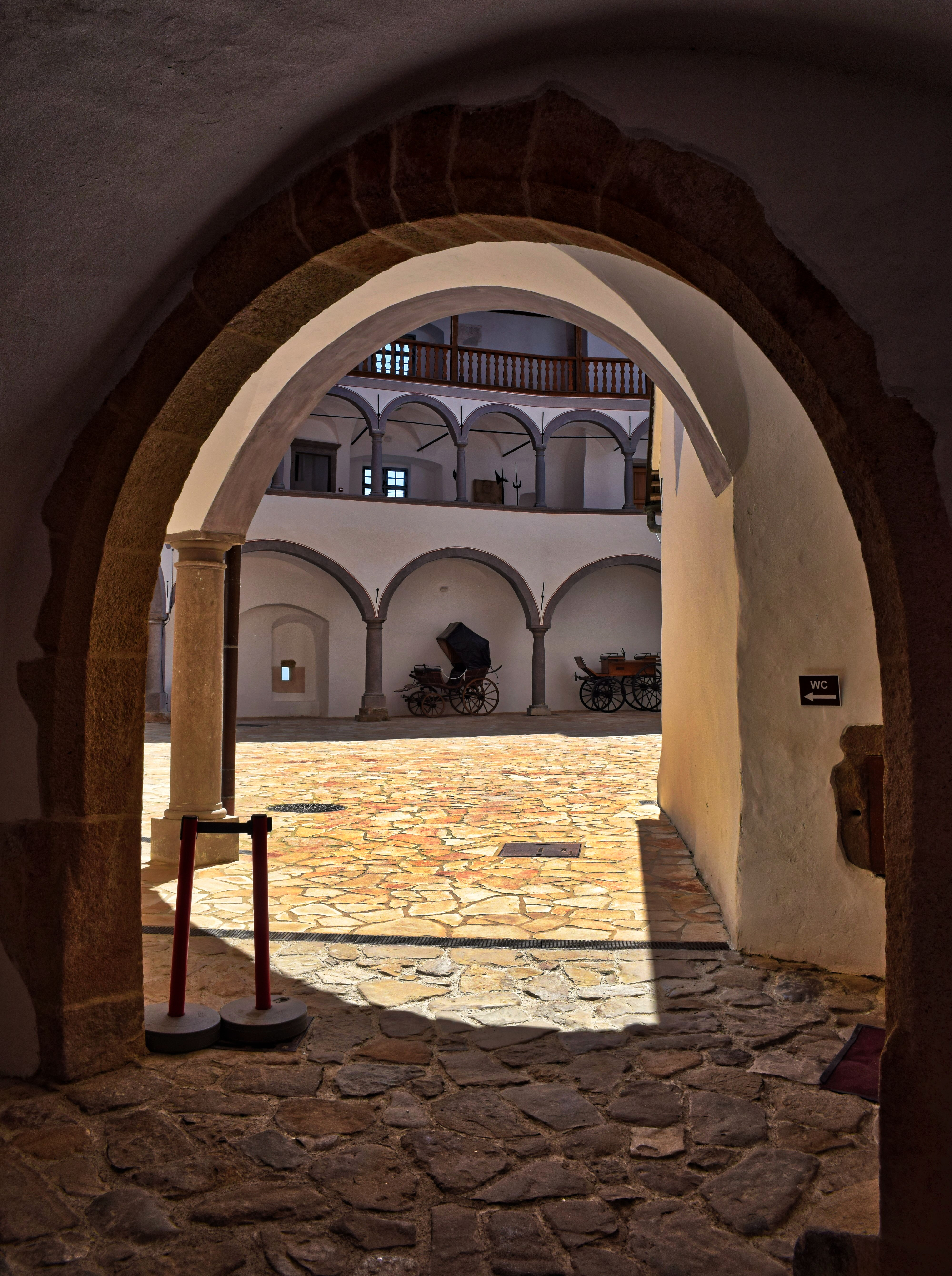
Pátio interno
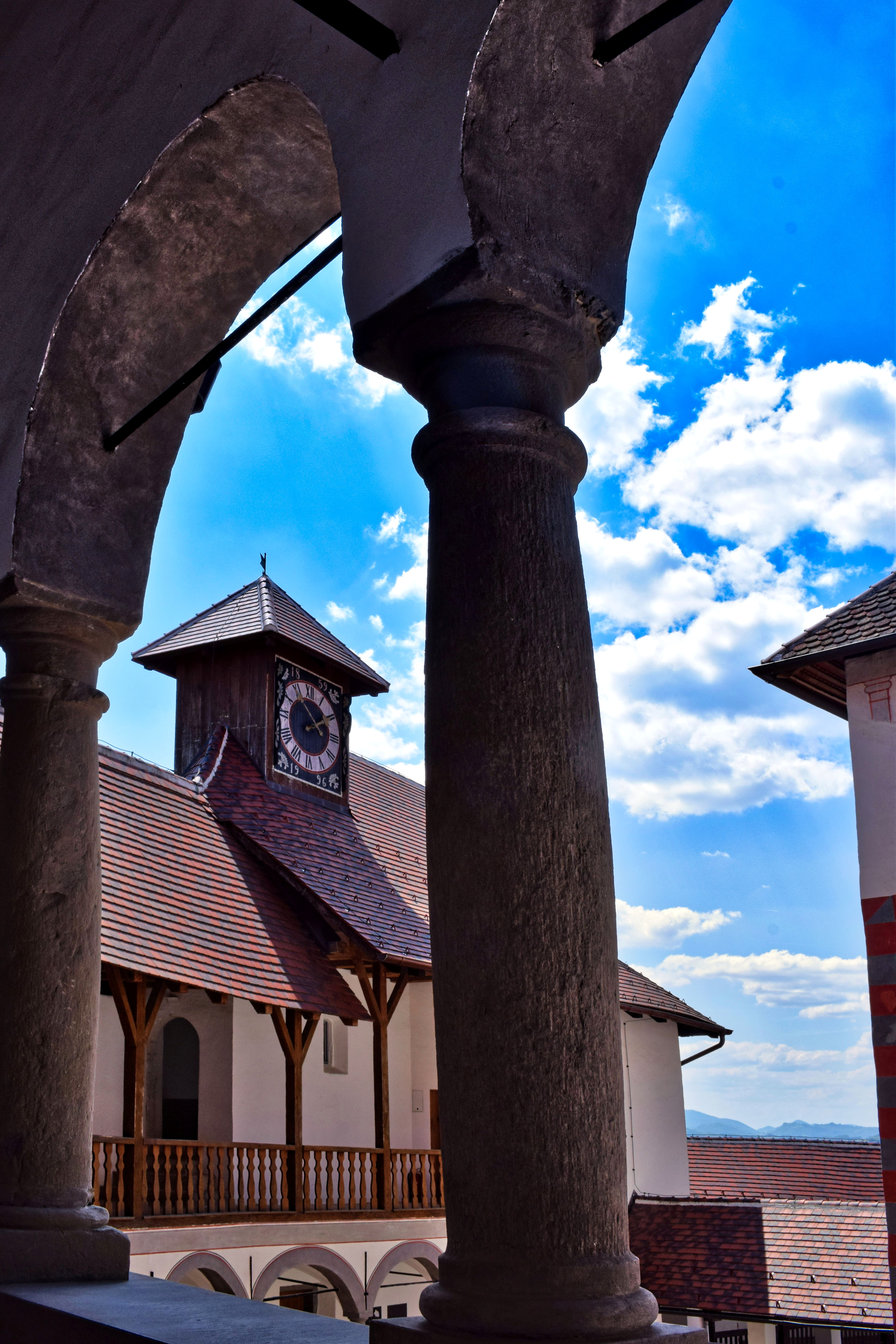